# Alcidion
Alcidion — рід вусачів з підродини ляміїн.

## Опис
Надкрила з маленькими, тупими латеральними горбиками за серединою; задня частина кожного з надкрил несе шип. Тіло широке і опукле.

## Систематика
У складі роду:
- Alcidion aestimabile (Melzer, 1934)
- Alcidion albosparsum (Melzer, 1934)
- Alcidion alienum (Melzer, 1932)
- Alcidion apicale (Bates, 1864)
- Alcidion chryseis (Bates, 1864)
- Alcidion dominicum (Fisher, 1926)
- Alcidion humerale (Perty, 1832)
- Alcidion ludicrum (Germar, 1824)
- Alcidion partitum (White, 1855)
- Alcidion quadriguttatum (Aurivillius, 1920)
- Alcidion ramulorum (Bates, 1864)
- Alcidion sannio (Germar, 1824)
- Alcidion sulphurifer (White, 1855)
- Alcidion umbraticum (Jacquelin du Val, 1857)
- Alcidion unicolor (Fisher, 1932)